# Iberia Sport Club
L'Iberia S.C. fu una squadra di calcio della città di Saragozza in Spagna. La sua fondazione risale al 1909. Insieme con la fusione al Zaragoza C.D. nel 1932 diede vita all'attuale Real Zaragoza.

## Palmarès

### Altri piazzamenti
- Segunda División (Spagna):

Secondo posto: 1928-1929
Terzo posto: 1929-1930